# Lulu White
Lulu White (nacida Lulu Hendley, aprox. 1868-20 de agosto de 1931) fue una madam, proxeneta y empresaria de Nueva Orleans, Luisiana durante el periodo de Storyville. Una figura excéntrica, era conocida por su amor a las joyas, sus muchas aventuras empresariales fallidas, y su carrera delictiva iniciada en la década de 1880.

## Primeros años

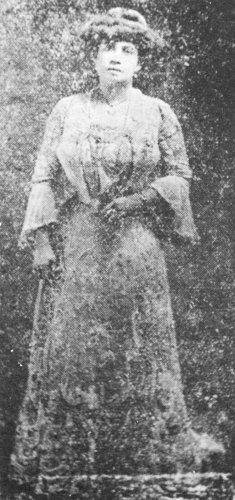
Lulu White, 1904.

Su fecha exacta de nacimiento se desconoce. Nació en una granja cerca de Selma, Alabama, pero luego afirmaría ser una inmigrante de las Indias Occidentales. Publicidad de aproximadamente 1906 reclamaba que tenía 31 años; sin embargo, probablemente era un poco mayor. Era hija de mulatos y disfrutó, durante un tiempo, de una opulencia poco común entre los criollos de color.
En 1906, sufrió dificultades financieras que la dejaron en la indigencia, y se mudó temporalmente a California. Viajó luego en varias ocasiones entre California y Luisiana y mantuvo un perfil alto hasta la desaparición de Storyville.
El historiador del jazz Al Rose buscó documentación sobre su muerte, y creía que murió en la residencia de la antigua madam Willie Piazza en 1931. Sin embargo, un cajero en el Banco Nacional de Nueva Orleans informó que, en 1941, White efectuó una retiro de efectivo. De lo contrario, se conoce poca información sobre su vida posterior a Storyville.

### Mahogany Hall

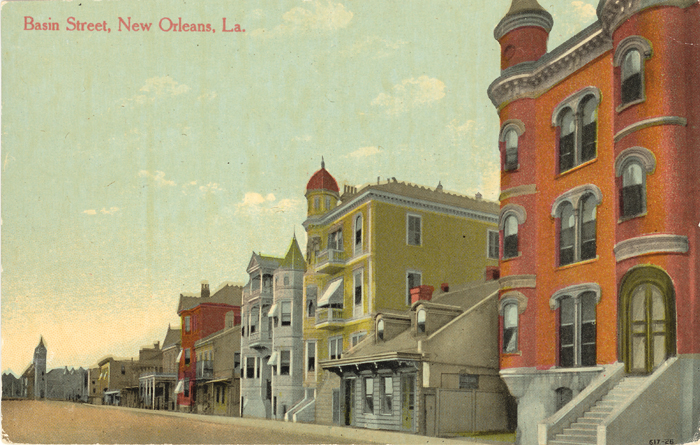
Burdeles de lujo a lo largo de Basin Street a inicios de los años 1900; Mahogany Hall es el edificio rojo más a la derecha.

Hasta su cierre forzoso en 1917, White regentó un 'Octoroon Parlour' conocido como Mahogany Hall, localizado en 235 Basin Street. "Casa de citas" (parlour, en inglés) fue un eufemismo muy común desde mediados del siglo XIX a mediados del siglo XX para referirse a un burdel. Octoroon o quadroon era la denominación en inglés de un cuarterón, una persona hijo de un blanco y un mulato, por tanto con uno de los cuatro abuelos negro. Aunque sus rasgos ya eran muy caucásicos, en el sistema racista clásico estadounidense aun se los consideraba "de color" así que alguno aprovecharía lo primero para ocultar sus orígenes, hacerse pasar por blanco y obtener ventaja social.
La casa de cuatro pisos se informó que costó 40,000 dólares (sobre 1 millón de dólares de 2008). En 1929, el edificio fue vendido por 11,000 dólares.
Según la publicidad impresa de la época, Mahogany Hall albergaba 40 mujeres. El folleto oficial de la casa también informaba que contaba con cinco salones (uno de los cuales era una "salón de espejos") y quince dormitorios, cada uno con su propio baño contiguo. El edificio contaba con agua fría y caliente y calefacción a vapor. Fotografías supervivientes del famoso fotógrafo de Storyville E. J. Bellocq atestiguan su abundancia de elegante mobiliario, enormes candelabros y macetas con helechos. La decoración incluía varias pinturas al óleo caras, vidrieras de Tiffany y otras obras de arte.
Otros folletos mostraban fotografías y biografías de cada una de las chicas. También incluía una de supuestamente la propia White , pero en realidad se trataba de Victoria Hall, otra de las pupilas de la madam. Además de Hall, otras residentes conocidas de Mahogany Hall fueron Emma Sears (The Colored Carmencita), Clara Miller, Estelle Russell, Sadie Reed y Sadie Levy. Kid Ross, Tony Jackson y Jelly Roll Morton estuvieron entre los pianistas del elegante lupanar.
Mahogany Hall sirvió como pensión para desempleados a mediados de los años 1940 pero fue derribado en 1949. El edificio fue uno de los últimos antiguos burdeles del área en ser demolido.

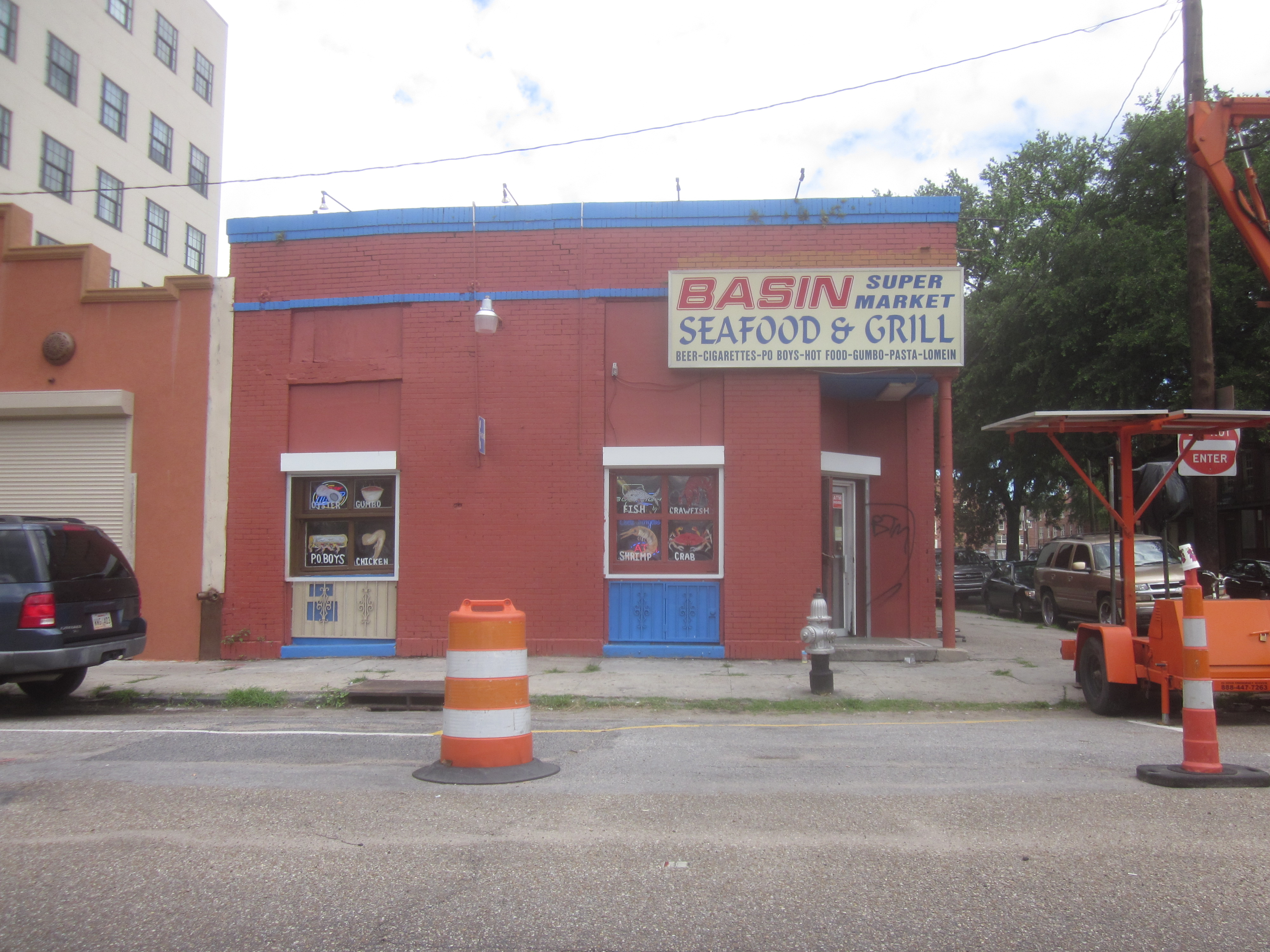
"Basin Super Market" en 2013; sito en lo que fue la primera planta del Lulu White Saloon.

Además de Mahogany Hall, White operó un adyacente establecimiento de bebidas en 1200 Bienville Street en la esquina de Basin, llamado "Lulu White  Saloon". El saloon abrió en 1912 y, con el inicio de la Prohibición, se transformó en un establecimiento de refrescos. A lo largo de los años 1920, White fue arrestada en varias ocasiones acusada de infringir la Ley Seca. En 1929, lo vendió al empresario Leon Heymann. El edificio fue uno de los pocos edificios del antiguo Storyville en sobrevivir más allá de los años 1940, pero sufrió graves daños durante el Huracán Betsy en 1965, perdiendo su segunda planta; la planta baja permanece en condición modificada como un edificio de un solo piso.

## Importancia histórica
Lulu White y demás residentes de Storyville en Nueva Orleáns fueron objeto de uno de los primeros casos de ordenanza de un distrito específico del vicio, con la segregación residencial obligatoria basada en la profesión y no en la raza. Las reglas de la ciudad requirieron que cualquier mujer involucrada en la prostitución debía vivir dentro de sus límites, y en los tiempos del "separados pero iguales" de Plessy v. Ferguson, los tribunales de la ciudad  confirmaron el derecho de la ciudad a mantener esos límites.

## En la cultura popular
- El club de cenas y jazz de Boston Lulu White's fue nombrado en su honor.
- La película Belle of the Nineties (1934) protagonizada por Mae West se inspiró en la vida de Lulu White (el título inicial de la película era "The Belle of New Orleans).
- En la película Pretty Baby (1978), la madam del burdel interpretada por Frances Faye usa una peluca pelirroja y cantidades excesivas de joyas como se dice que hacía Lulu White. El burdel en el centro de la película también comparte muchas características con Mahogany Hall, particularmente su escalera helicoidal de caoba.
- La canción "Mahogany Hall Stomp" escrita por Spencer Williams e interpretada por Louis Armstrong hace referencia al famoso local.
- Lulu White es el nombre de un bar en el barrio de Saint Georges, en el IX distrito de París, Francia.